# Giovanni Angelo Borroni

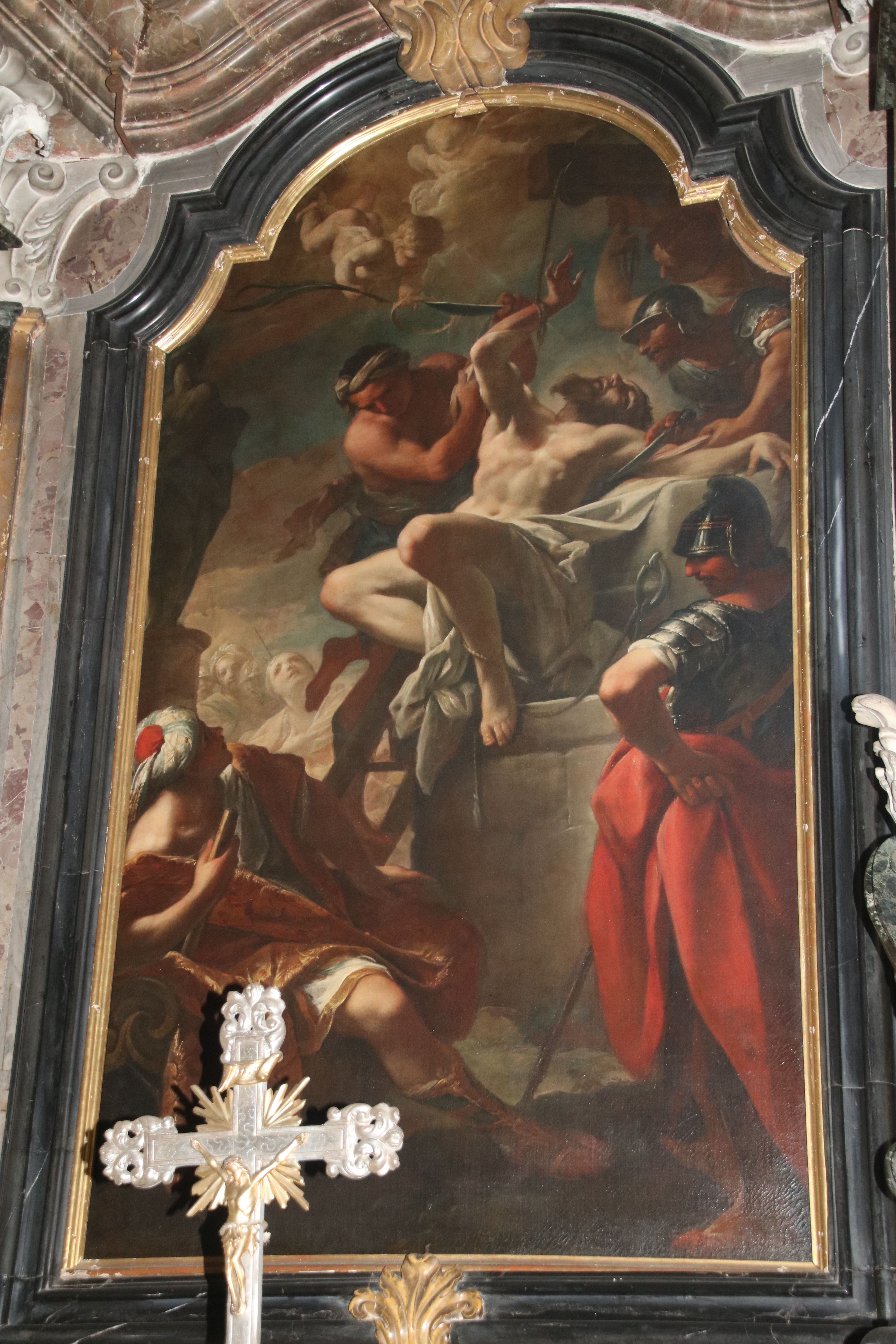
Chiesa di San Sisto (Piacenza) Martirio di San Bartolomeo, tela di Giovanni Angelo Borroni

Giovanni Angelo Borroni (Cremona, 1684 – Milano, 1772) è stato un pittore italiano del periodo a cavallo tra il tardo barocco e il primo neoclassicismo, attivo principalmente a Milano ed a Cremona.

## Biografia
Egli fu allievo del pittore Angelo Massarotti, e successivamente di Robert De Longe. Resosi indipendente dai propri maestri, venne supportato notevolmente dalla famiglia Crivelli, e venne impiegato diversi anni negli ornamenti pittorici dei loro palazzi. Egli dipinse anche molti affreschi per diverse chiese a Cremona ed a Milano. Nel Duomo di Milano  dipinse un San Benedetto nell'atto di intercedere per la città. Egli dipinse anche affreschi a tema mitologico per il Palazzo Brentano di Corbetta, assieme a Mattia Bortoloni ed a Giovanni Antonio Cucchi, col quale collaborò anche a Villa Alari a Cernusco sul Naviglio, a Palazzo Mezzabarba, Palazzo Olevano e Palazzo Bellisomi Vistarino di Pavia e a Palazzo Clerici a Milano. Borroni dipinse anche la Gloria di sant'Omobono (1755) nella cupola della chiesa dedicata a allo stesso di Cremona, e anche una bella tela raffigurante il Martirio di San Bartolomeo nella Chiesa di San Sisto (Piacenza). Nel santuario della Madonna di Caravaggio in Codogno è presente una tela che rappresenta San Michele Arcangelo a lui attribuita. Interessante fu la collaborazione con Sebastiano Galeotti in numerose chiese sia a Piacenza che a Codogno.